# Jonathan Nossiter
Jonathan Nossiter, né le 12 novembre 1961 à Washington, est un réalisateur et un écrivain américain.
Il est notamment le réalisateur du film documentaire franco-américain Mondovino présenté au festival de Cannes 2004.

## Biographie
Jonathan Nossiter est le fils de Bernard Nossiter, correspondant permanent pour le Washington Post et le New York Times. Il passe son enfance en France, en Angleterre, en Italie, en Grèce et en Inde. Il a étudié aux Beaux-Arts de Paris et au San Francisco Art Institute, mais aussi le grec ancien au Dartmouth College.
Après avoir travaillé en Angleterre en tant qu'assistant réalisateur dans le domaine du théâtre (au Newcastle Playhouse et au King's Head), il décroche à New York un boulot de déménageur de meubles pour le film Liaison fatale, travail qui se transforme finalement en celui d'assistant réalisateur aux côtés d'Adrian Lyne.
C'est durant ce tournage qu'il rencontre Quentin Crisp, lequel deviendra l'acteur principal de son premier long métrage, Resident Alien, aux côtés de John Hurt et Holly Woodlawn. Ce film, qu'il a écrit, produit et réalisé, est sorti en 1991, après des projections aux festivals de Berlin et de Toronto. C'est un portrait sur la fin d'un mode de vie new-yorkais bohémien. Il est disponible dans un coffret DVD édité par MK2 en 2007.
En 1997, il réalise son second long-métrage, Sunday, qu'il a produit avec Alix Madigan et coécrit avec James Lasdun et qui lui a valu le Grand Prix du Jury au Sundance Festival et le grand prix du Festival de Deauville ; il a également fait partie de la sélection Un certain regard à Cannes.
En 2000, Charlotte Rampling et Stellan Skarsgård jouent dans son film Signs and Wonders, produit par MK2 et tourné en Grèce. Ce thriller psychologique a été nommé pour un Ours d'or au festival de Berlin en 2000.
En 2004, il réalise son quatrième long-métrage, Mondovino, qu'il a également produit, réalisé, filmé et monté. Ce documentaire se déroule dans le monde du vin. Il a été sélectionné à Cannes en sélection officielle, un des quatre seuls documentaires nommés en compétition officielle dans l'histoire du festival (avec notamment Être et avoir de Nicolas Philibert, ou Fahrenheit 9/11 de Michael Moore). C'est également le seul documentaire à avoir été nommé dans la catégorie Meilleur film aux Césars, en 2005.
Tirée du film, une série DVD de 10 épisodes, qu'il a également réalisée et produite, est sortie en 2006 dans un coffret DVD édité par Diaphana.
Rio Sex Comedy, projeté au festival du film de Toronto en 2010, est sorti le 23 février 2011 en France. Son film le plus récent, Résistance naturelle, est sorti sur les écrans français le 18 juin 2014.
Il revient en 2020 au cinéma avec un drame de science-fiction intitulé Last Words avec Nick Nolte, Charlotte Rampling, Stellan Skarsgård, Alba Rohrwacher et Valeria Golino. Le film a reçu un label du Festival de Cannes 2020 et est présenté en compétition au Festival de Deauville.

## Filmographie

### Réalisateur et scénariste
- 1990 : Resident Alien
- 1997 : Sunday
- 1998 : Searching for Arthur (téléfilm)
- 2000 : Losing the Thread (téléfilm)
- 2000 : Signs and Wonders
- 2004 : Mondovino
- 2010 : Rio Sex Comedy
- 2014 : Résistance Naturelle
- 2020 : Last Words

## Publications
- Le Goût et le pouvoir, Paris, Grasset, 2007.  (ISBN 978-2-246-69441-0) Sur le monde du vin, dans le prolongement de Mondovino.
- Insurrection culturelle, Paris, Stock, 2015 (avec Olivier Beuvelet) (ISBN 978-2234079069).